# Vooruitstrevende Hervormings Partij
Die Vooruitstrevende Hervormings Partij (VHP; übersetzt: Fortschrittliche Reformpartei) ist eine im Januar 1949 gegründete politische Partei in Suriname. Sie hat ihren Parteisitz, De Olifant (Der Elefant) an der Mr. Jagernath Lachmonstraat 130 in Paramaribo.

## Gründung
Die Vooruitstrevende Hervormings Partij (VHP) wurde im Januar 1949 unter dem Namen Verenigde Hindoestaanse Partij (VHP) gegründet. Es war eine Fusion aus drei kleineren hindustanisch orientierter Parteien.
Erster Vorsitzender der VHP wurde Jagernath Lachmon, der in dieser Funktion ununterbrochen bis zu seinem Tode im Jahre 2001 tätig war.

## Namensänderung
Im Jahre 1973 wurde beschlossen, ihren heutigen Namen, Vooruitstrevende Hervormings Partij, ebenfalls abgekürzt VHP anzunehmen. Mit dieser Namensänderung wollte man anzeigen, dass die Partei allen Surinamern offensteht.

## Unabhängigkeit
Nach den Parlamentswahlen vom November 1973 war die VHP mit 17 Mandaten in der Opposition vertreten. Nachdem Premier Henck A. E. Arron kurz nach den Wahlen für die Regierung angekündigt hatte, bis Ende 1975 die Unabhängigkeit Surinames von den Niederlanden erreichen zu wollen, fand die VHP diesen Zeitpunkt als zu früh. Durch Parteiaustritte kam es Mitte 1975 zu einer Pattstellung im Parlament und die Regierungskoalition hatte keine Mehrheit, um die erforderliche Grundgesetzänderung für eine Unabhängigkeit Surinames im Parlament zu verabschieden. In dieser unsicheren politischen Lage brachen Unruhen in der Bevölkerung aus; es kam zu Brandstiftungen. Um einen möglichen Bürgerkrieg zu vermeiden, beschloss ein Abgeordneter der VHP, die Regierung zu unterstützen. Durch die veränderte Situation beschlossen dann auch Lachmon und der Rest der VHP, ebenfalls mit der Regierungskoalition zusammenzuarbeiten. Das neue Grundgesetz wurde verabschiedet, und Suriname wurde am 25. November 1975 unabhängig.

## Nach dem Putsch
Nach dem Militärputsch am 25. Februar 1980 fanden erst 1987 wieder Parlamentswahlen statt. Als deutlicher Wahlgewinner war auch die VHP als Koalitionspartner an der Regierung beteiligt.
Diese Regierungsbeteiligung der VHP bestand mit kurzen Unterbrechungen, u. a. von 1996 bis 2000, bis zum Jahre 2010.

## Weitere Entwicklung
Nach den Parlamentswahlen 2010 war die VHP in der Opposition mit acht Abgeordneten in der Nationalversammlung von Suriname vertreten.
Bei den Wahlen zur Nationalversammlung am 25. Mai 2015
war die VHP Teil des Parteienbündnis V 7 Combinatie. Die VHP errang neun Abgeordnetensitze im neu gewählten Parlament.
Bei den Wahlen vom 25. Mai 2020 wurde die VHP mit ihrem siegreichen Präsidentschaftskandidaten Chan Santokhi stärkste Kraft in der Nationalversammlung und errang 20 von 51 Mandaten.

## Vorsitzende der VHP
- Jagernath Lachmon (1949 bis 2001)
- Ramdien Sardjoe (2001 bis 2011)
- Chan Santokhi (2011 bis heute)